# Sphingonotus fuscoirroratus
Sphingonotus fuscoirroratus är en insektsart som först beskrevs av Carl Stål 1861.  Sphingonotus fuscoirroratus ingår i släktet Sphingonotus och familjen gräshoppor. Inga underarter finns listade i Catalogue of Life.